# Велупиллай, Нишан
Нишан Вилупиллай (англ. Nishan Velupillay; род. 7 мая 2001, Австралия) — австралийский футболист, вингер клуба «Мельбурн Виктори».

## Клубная карьера
Вилупиллай — воспитанник клубов «Эндевур Юнайтед», «Глен Ира» и «Мельбурн Виктори». 28 мая 2021 года в матче против «Уэстерн Юнайтед» он дебютировал в A-Лиге в составе последних. 11 декабря в поединке против «Аделаида Юнайтед» Нишан забил свой первый гол за «Мельбупн Виктори». 

## Международная карьера
ВВ 2024 году в составе олимпийской сборной Австралии Велупиллай принял участие в молодёжном чемпионате Азии в Катаре. На турнире он сыграл в матче против команды Индонезии.